# Henri Jacotot
Henri Louis Jacotot, né le 29 mai 1896 à Dijon et mort le 16 avril 1991 à Paris, est un docteur vétérinaire et biologiste français. Toute sa carrière s’est déroulée à l’Institut Pasteur : d’abord en Indochine, à l’Institut Pasteur de Nha Trang (dont il a été le directeur de 1927 à 1947), puis à l’Institut Pasteur de Paris (de 1948 à 1966).  Il s’est illustré par ses recherches sur plusieurs maladies infectieuses animales et ses travaux ont eu d’importantes conséquences dans la prévention des épidémies du bétail.

## Biographie
Ses parents étaient Pierre Victor Jacotot employé au chemin de fer et Anne Marie Morel. Il fait ses études au lycée Carnot de Dijon (de 1902 à 1914), puis entre à l’École nationale vétérinaire d'Alfort en 1915. Ses études sont interrompues par son service aux armées pendant la Première Guerre mondiale. Il est diplômé en 1921, puis effectue des stages à l’Institut de médecine vétérinaire exotique et à l’Institut Pasteur. C’est là qu’il est remarqué par le Dr Alexandre Yersin, pasteurien célèbre pour sa découverte du bacille de la peste (yersinia pestis). Sur les conseils de celui-ci, il part pour l’Indochine en 1922 et est nommé chef de laboratoire adjoint à l’Institut Pasteur de Nha Trang. Il en devient le directeur en 1927, succédant à son maître Yersin. Il est également inspecteur général de l’élevage d’Outre-mer, puis directeur général par intérim des Instituts Pasteur d’Indochine.
Il épouse à Fontaine-Française, le 2 juillet 1927, Louise Camille Élisabeth Thérèse Martin (1902-1998). Ils auront quatre enfants: François, Anne-Marie, Françoise et Bernard.
En 1947, il regagne la métropole et devient en 1948 chef du service de microbiologie animale à l’Institut Pasteur de Paris, poste qu’il occupera jusqu’à sa retraite en 1966.
En 1961, il entre à l’Académie nationale de médecine, dont il sera Président en 1978. Il a été également Président de l’Académie vétérinaire de France.
Henri Jacotot était officier de la Légion d’Honneur et titulaire de la Croix du Combattant 1914-18.
Il meurt à Paris à l’âge de 95 ans.

## Travaux de recherche
Ils ont été essentiellement consacrés aux épizooties des animaux d’élevage. À l’Institut Pasteur de Nha Trang, il a étudié spécialement la peste bovine, les pasteurelloses des bœufs et des buffles, la peste porcine, la rage…  Pour ces diverses maladies, il localise les agents infectieux, met au point la sérothérapie préventive et curative, ainsi que la vaccination spécifique. Une centaine de publications scientifiques ont exposé ces travaux. Associées au rôle crucial joué par Henri Jacotot comme inspecteur général de l’élevage d’Outre-mer, ces recherches ont contribué largement à la diminution des épizooties et à améliorer les conditions de vie des populations indochinoises. Un simple exemple illustre ces progrès : la peste bovine a tué en Indochine 5 000 bêtes à cornes en 1940, alors qu’il en mourait 150 000 en 1900.
À partir de 1948, à l’Institut Pasteur de Paris, Henri Jacotot a apporté des contributions essentielles à l’étude de plusieurs maladies animales. C’est le cas de la myxomatose qui décimait les lapins domestiques et sauvages, et dont la prévention a pu être obtenue. Citons aussi les recherches sur la brucellose, la maladie de Newcastle du poulet, la peste aviaire, et des recherches fondamentales sur les adjuvants de l’immunité.

## Hommages
Pierre Mercier, Éloge de Henri Jacotot (1896-1991), in Bull. Acad. Natle. Méd., 1992, 176, no 1, p. 37-42, séance du 14 janvier 1992.

## Publications
- 1934 : « Les Instituts Pasteurs d’Indochine en 1934 », dans Arch. Inst. Pasteur Indochine, 4, 427.
- 1943 : « Peste bovine », dans Levaditi, Lépine et Verge, Les Ultravirus des maladies animales, p. 525.
- 1944 : « Le Docteur Alexandre Yersin : Esquisse de ce qu’il fut et de ce qu’il fit », dans Bulletin de la Société d'études indochinoises, 19, 71.
- 1947 : « L'Élevage français en Indochine », dans Rev. élev. méd. vét. pays trop., 1, 287.
- 1962 : Animaux de laboratoire, coll. « Techniques de base ».
- 1967 : La Peste bovine, L’Expansion scientifique française, coll. « Maladies à virus », Paris.
- 1972 : « Le Docteur Noël Bernard à la direction des Instituts Pasteur d’Indochine », dans Bulletin de l'Association des anciens élèves de l’Institut Pasteur, 53, 38.
- 1973 : « Yersin en son temps », dans Bull. Asso. anc. élèves de l’Institut Pasteur, 57, 74 et 58, 110
- 1974 : « Gaston Ramon, savant vétérinaire, éminent pastorien », dans Bull. Asso. anc. élèves de l’Institut Pasteur, 59, 43
- 1978 : « Les Chemins de la pensée de Pasteur », dans Bull. Acad. méd., 162, 881